# Лададика
Лада̀дика (на гръцки: Λαδάδικα) е името на квартал и историческа забележителност в град Солун, Гърция.

## Описание
Кварталът е разположен в близост до пристанището на Солун и в продължение на векове е един от най-важните пазари на града. Името му идва от многобройните дюкянчета за зехтин в района. В него са живели много от евреите на града, а в близост е Франкомахала, с френските/ италианските си търговци и жители.
В годините преди Първата световна война, Лададика е район на червените фенери, с множество публични домове. През 1985 г. е вписан като обект на културното наследство от Министерството на културата. Отличаващият се архитектурен стил на квартала със сгради от XIX век е добре запазен.
След известни обновления през 80-те години на XX век, Лададика формира развлекателния район на града. Множество барове, нощни клубове, ресторанти и таверни са заели мястото на старите магазинчета за зехтин и търговски складове, разпръснати из лабиринт от пешеходни улици и малки площадчета.
- Сграда на „Фратели Кауки“ (1852)
- Нациновата къща (1896)
- Синдиковата къща (1924)
- Ладеневата къща (1930)